# Зиновий Отенский
Зиновий Отенский (?—1568) — богослов, православный полемист XVI века.

## Биография
Инок Отенского новгородского монастыря, сосланный туда около 1526 из Москвы; известен как автор полемического сочинения: «Истины показание к вопросившим о новом учении» (Казань, 1863) и двух похвальных слов в честь новгородских святителей Ионы и Никиты. Ему же приписывается «Послание многословное к вопросившим о известии благочестия на зломудрие Косого и иже с ним» (М., 1880).
Во всех своих сочинениях Зиновий является противником нового учения и защищает церковные обряды, особенно почитание икон, крестов, мощей, монашество. Будучи учеником Максима Грека, Зиновий, тем не менее, стоит за сохранение монастырского имущества, доказывает его законность, даже необходимость. К еретикам он относится сурово, называет их «врагами Христовой веры», «безбожными», «лживыми», рекомендует православным удаляться от них, но Зиновий не говорит о смертной казни еретиков, по его словам, их «затворением наказуют».
Вообще, по своим воззрениям, Зиновий ближе подходит к Иосифу Волоцкому, нежели к Максиму Греку. Школа последнего сказалась только во внешней стороне полемических трудов Зиновия, который обнаружил в них большую по тому времени начитанность и уменье ею пользоваться. «Истины показание», например, не представляет собой сборника цитат, набранных, без всякой критики, из разных мест, как «Просветитель» Волоцкого. Это сочинение написано по строго обдуманному плану и даёт полное опровержение учения еретиков; оно талантливо и живо изложено в форме бесед с клирошанами, обратившимися к Зиновию с мучившим их вопросом: «Како спастися?».
В сочинениях Зиновий нередко прибегает к отвлечённым и естественнонаучным рассуждениям. Так, троичность лиц, непонятную для еретиков, он объясняет аналогией с душой человека, состоящей из ума, слова и духа (дыхания); бытие Бога доказывается рассмотрением природы (в природе ничто не самобытно, всё имеет своё начало, и начало это — Бог), а также тем соображением, что все народы признают существование Бога. Изредка пользуется Зиновий и общими в то время полемическими приёмами: учение Косого безнравственно, неистинно, потому что сам Косой — человек безнравственный, «лукавый», «безумный», «предтеча антихриста», и, будучи косым, не может смотреть на вещи прямо, не может, значит, делать прямых, истинных выводов и т. д.
Сочинения Зиновия написаны несколько своеобразным, но простым, не вычурным языком, кроме слова в честь святого Никиты, богатого риторическими оборотами. Обличая еретиков, Зиновий не щадит и «верных». Так, в слове в честь святого Ионы, он смело выставляет социальные недуги тогдашнего общества, резко обличает «владущих и правителей земских» за их распущенность, эгоизм, непреодолимое корыстолюбие в жертву которому приносятся правда и милость. Все названные сочинения имеют большое значение как источник для истории движений XVI веков, выразившихся в ересях Косого, Башкина и других.
«Истины показание» и похвальные слова рисуют учение Косого в первой стадии его развития, до бегства Косого в Литву, а «Многословное послание», написанное в ответ на вопросы западно-русских православных, показывает, какую форму приняло учение это в Литве, под влиянием распространённых там протестантских доктрин.
Зиновию Отенскому приписывается «Сказание Зиновия мниха о прелести антихристовой». Священник Георгий Максимов доказал, что это сочинение является подлогом, который возник в более позднее время в старообрядческой среде. «Сказание Зиновия мниха» не встречается в перечне творений Зиновия Отенского. Более того, в книге упоминается французский император Наполеон Бонапарт (1769—1821), который жил на два столетия позже Зиновия (ум. 1568): «И наречет себе четверо понта сына имя разных тиран. По элински аввадон, а по еврейски апалион, по гречески Бонапарт а по словански антихрист». Этот отрывок непосредственно взят из редкой старообрядческой рукописи первой половины XIX века «Сказание о Наполеоне-антихристе». Автор «Сказания» неоднократно ссылается и на другие старообрядческие книги более позднего происхождения. Так, в книге приводятся выдержки из старообрядческой рукописи второй половины XIX века «Тифология», а также упоминается книга «Щит веры», которая была написана в 1791 году старообрядцем-беспоповцем, предположительно Тимофеем Андреевым.